# Coinsins
Coinsins [kwɛ̃sɛ̃] ist eine politische Gemeinde im Distrikt Nyon des Kantons Waadt in der Schweiz.

## Geographie
Coinsins liegt auf 472 m ü. M., 4,5 km nördlich des Bezirkshauptortes Nyon (Luftlinie). Das Dorf erstreckt sich auf einer Terrasse am Jurasüdfuss, am Nordrand der Talebene der Promenthouse.
Die Fläche des 2,9 km² grossen Gemeindegebiets umfasst einen Abschnitt am Jurasüdfuss. Der Gemeindeboden erstreckt sich Flusslauf der Promenthouse nordwärts über die Talniederung und die Geländeterrasse von Coinsins bis an den Rand des Bois de Chênes. In einem Waldgebiet befindet sich der Weiher Baigne aux Chevaux und das Moorgebiet Grand Marais. Die westliche Begrenzung bildet der Ruisseau de Cordex, die Ostgrenze verläuft entlang des Talhangs der Sérine. Der höchste Punkt von Coinsins liegt mit 510 m ü. M. am Südrand des Bois de Chênes. Von der Gemeindefläche entfielen 1997 14 % auf Siedlungen, 16 % auf Wald und Gehölze, 69 % auf Landwirtschaft und etwas weniger als 1 % war unproduktives Land.
Zu Coinsins gehören einige Einzelhöfe. Die Nachbargemeinden von Coinsins sind im Süden Duillier, im Südosten Prangins, im Osten Vich, im Norden Genolier und im Westen Givrins.

## Bevölkerung
Mit 522 Einwohnern (Stand 31. Dezember 2023) gehört Coinsins zu den kleinen Gemeinden des Kantons Waadt. Von den Bewohnern sind 78,3 % französischsprachig, 7,3 % englischsprachig und 6,3 % deutschsprachig (Stand 2000). Die Bevölkerungszahl von Coinsins belief sich 1850 auf 157 Einwohner, 1900 auf 188 Einwohner. Nach 1970 (169 Einwohner) setzte eine rasche Bevölkerungszunahme mit einer Verdoppelung der Einwohnerzahl innerhalb von 30 Jahren ein.

## Wirtschaft
Coinsins war bis in die zweite Hälfte des 20. Jahrhunderts ein hauptsächlich durch die Landwirtschaft geprägtes Dorf. Am Südhang unterhalb und östlich von Coinsins befindet sich ein grosses Weinbaugebiet. Dank der fruchtbaren Böden wird auf der restlichen landwirtschaftlichen Fläche überwiegend Ackerbau betrieben. In der neuen Industriezone siedelten sich unter anderem ein Betrieb für pharmazeutische Produkte, ein elektromechanischer Betrieb und ein Farbengeschäft an. In den letzten Jahrzehnten hat sich Coinsins zu einer Wohngemeinde entwickelt. Viele Erwerbstätige sind Wegpendler, die vor allem in Nyon arbeiten.

## Verkehr
Die Gemeinde liegt zwar abseits grösserer Durchgangsstrassen, ist aber von Gland gut erreichbar. Der Autobahnanschluss Gland an der A1 (Genf-Lausanne) ist nur rund 2 km vom Dorf entfernt. Durch den Postautokurs, der von Nyon nach Gimel verkehrt, ist Coinsins an das Netz des öffentlichen Verkehrs angebunden.

## Geschichte
Auf eine sehr frühe Besiedlung des Gemeindegebietes deuten Funde von bronzezeitlichen Feuerstellen, von Überresten einer römischen Villa und von frühmittelalterlichen Gräbern hin. Die erste urkundliche Erwähnung des Ortes erfolgte 1212 unter dem Namen Quinsins. Später erschienen die Schreibweisen Quincins (1215), Quintins (1238), Cuynsins (1296), Cuinchins (1303), Cuinsins (1306) und Cuynsins (1332).
Seit dem Beginn des 13. Jahrhunderts lebte in Coinsins eine Adelsfamilie, die als Vasallen der Herren von Aubonne fungierte. Auch das Kloster Oujon (bei Arzier) hatte mit dem Hof Mimorey Grundbesitz bei Coinsins. Mit der Eroberung der Waadt durch Bern im Jahr 1536 kam das Dorf unter die Verwaltung der Vogtei Nyon. Nach dem Zusammenbruch des Ancien Régime gehörte Coinsins von 1798 bis 1803 während der Helvetik zum Kanton Léman, der anschliessend mit der Inkraftsetzung der Mediationsverfassung im Kanton Waadt aufging. 1798 wurde es dem Bezirk Nyon zugeteilt.

## Sehenswürdigkeiten
Am östlichen Dorfeingang steht das Schloss von Coinsins, das 1725 erbaut wurde. Es zeigt Formen des Empirestils. Im Ortskern sind einige Weinbauernhäuser aus dem 17. bis 19. Jahrhundert erhalten. Coinsins besitzt keine eigene Kirche, es gehört seit der Reformation zur Pfarrei Vich.